# Рудольф Шульте
Рудольф Шульте (нім. Rudolf Schulte; 11 квітня 1885, Зіген — 23 листопада 1969, Фрайбург) — німецький офіцер, контрадмірал крігсмаріне.

## Біографія
1 квітня 1903 року вступив на флот. Учасник Першої світової війни. Після демобілізації армії залишений на флоті. 31 грудня 1929 року вийшов у відставку. 1 січня 1931 року повернувся на службу, референт ВМС при командуванні 4-го військового округу. З 6 жовтня 1936 року — референт ВМС в інспекції поповнення Мюнстера і офіцер зв'язку ВМС при командуванні 4-го військового округу. З 2 січня 1939 року — командир 1-го військового району Ессена, з 12 червня 1941 року — 4-го військового району Гамбурга. З 30 вересня 1942 року — інспектор поповнення в Шлезвіг-Гольштейні. 2 січня 1945 року переданий в розпорядження головнокомандувача ВМС на Північному морі, а 28 лютого звільнений у відставку.

## Нагороди
- Орден Корони (Пруссія) 4-го класу (19 вересня 1912)
- Залізний хрест
  - 2-го класу (6 січня 1915)
  - 1-го класу (4 травня 1917)
- Військовий Хрест Фрідріха-Августа (Ольденбург) 2-го і 1-го класу (1916)
- Ганзейський Хрест (Гамбург; 24 січня 1918)
- Морський нагрудний знак «За поранення» в чорному
- Почесний хрест ветерана війни з мечами (23 жовтня 1934)
- Медаль «За вислугу років у Вермахті» 4-го, 3-го, 2-го і 1-го класу (25 років; 2 жовтня 1936) — отримав 4 нагороди одночасно.
- Хрест Воєнних заслуг
  - 2-го класу з мечами (20 квітня 1941)
  - 1-го класу з мечами (27 серпня 1943)